# SS Emeu
SS Emeu byl parník vybudovaný roku 1853 v loděnicích Robert Napier & Sons ve skotském Glasgow pro společnost Pacific Mail Company. V roce 1854 ho odkoupilo rejdařství Cunard Line, ale ještě tentýž rok byl povolán do krymské války, aby sloužil jako transportní loď. 12. března 1856 potom mohl pro Cunard vykonat první plavbu na lince Liverpool-New York. V roce 1859 byl prodán. 14. července 1880 ztroskotal.